# Vergetot
Vergetot [vɛʁʒəto] ist eine französische Gemeinde mit 440 Einwohnern (Stand 1. Januar 2022) im Département Seine-Maritime in der Region Normandie. Sie gehört zum Arrondissement Le Havre und ist Mitglied im Gemeindeverband Le Havre Seine Métropole. Die Bewohner werden Vergetotais und Vergetotaises genannt.

## Geographie
Vergetot liegt in der Région naturelle Pays de Caux, etwa 19 Kilometer nordöstlich von Le Havre. Umgeben wird Vergetot von den Nachbargemeinden Criquetot-l’Esneval im Norden und Nordwesten, Écrainville im Nordosten, Saint-Sauveur-d’Émalleville im Osten, Angerville-l’Orcher im Süden sowie Hermeville im Westen und Südwesten.

## Bevölkerungsentwicklung

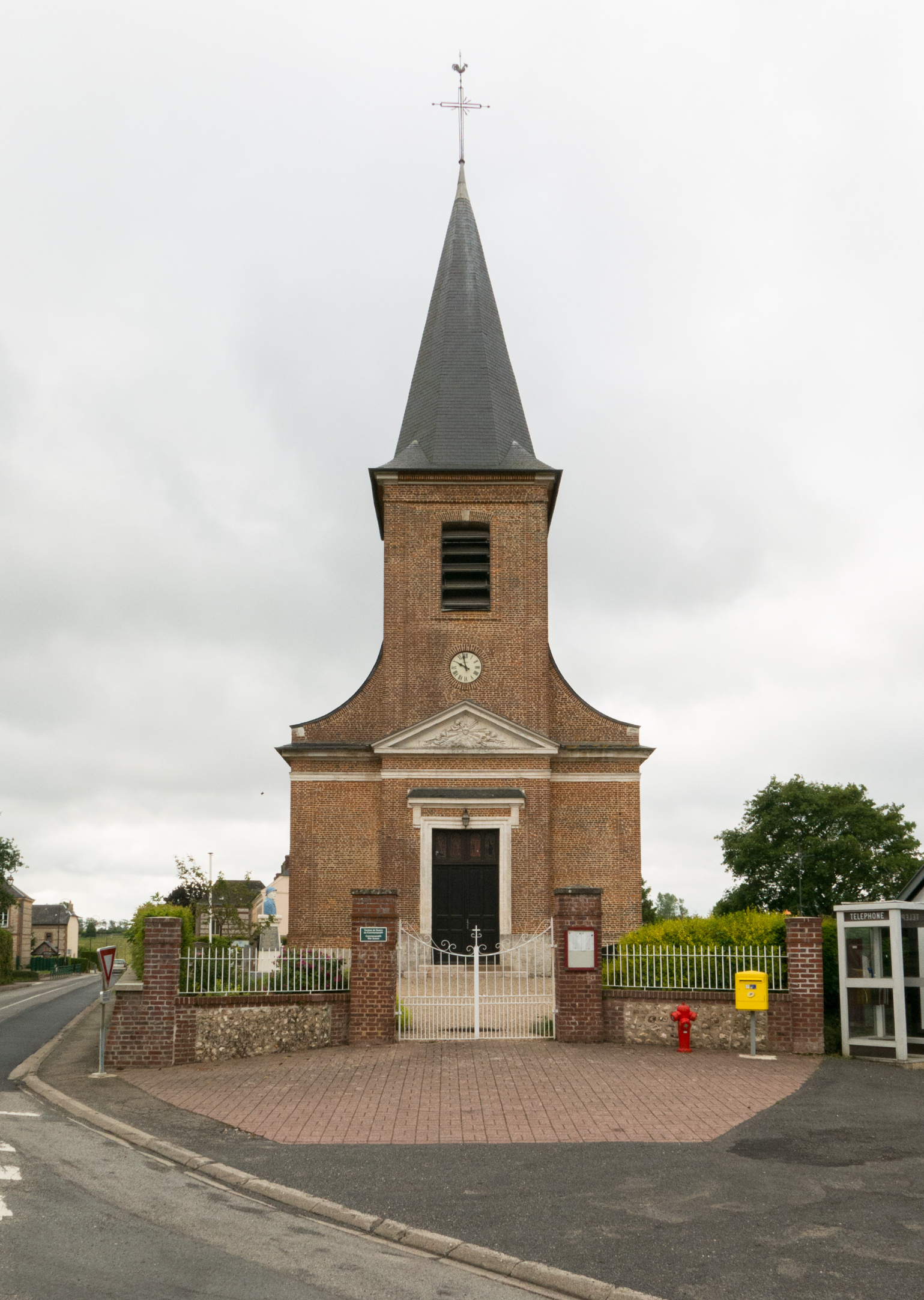
Kirche Saint-Pierre

| Jahr                       | 1962 | 1968 | 1975 | 1982 | 1990 | 1999 | 2006 | 2013 | 2020 |
| -------------------------- | ---- | ---- | ---- | ---- | ---- | ---- | ---- | ---- | ---- |
| Einwohner                  | 214  | 177  | 204  | 180  | 284  | 349  | 411  | 433  | 445  |
| Quellen: Cassini und INSEE |      |      |      |      |      |      |      |      |      |

## Sehenswürdigkeiten
- Kirche Saint-Pierre aus dem 17. Jahrhundert